# Apofis (mitologia)
Apofis, Àpopis o Apep (nom egipci: ꜥꜣpp A’pₑp, nom grec: Ἄπωφις Apōphis; Ἄποπις Apŏpis), representava en la mitologia egípcia a les forces malèfiques que habiten al Duat i a les tenebres. Fou representada com una serp gegantina, un drac amb parts de serp, o una gran tortuga o cocodril.
A diferència del Gènesi judeocristià, on el símbol del mal està representat per una serp, a Egipte, les serps, eren símbols de resurrecció, sent la cobra l'animal protector dels faraons i a la ciutat de Buto eren venerades pel seu caràcter benèfic.
Apep era una serp gegantina, indestructible i poderosa, que tenia com a objectiu interrompre el recorregut del vaixell solar, conduït per Ra, i evitar que sortís el nou dia, emprant diversos mètodes: atacava la barca directament o serpentejava per provocar bancs de sorra on la nau pogués encallar. La finalitat raïa a trencar la Maat, l'“ordre còsmic”.
Cada nit, Ra havia de vèncer Apofis, però, com que era indestructible, mai seria aniquilat, tan sols era ferit o sotmès. Sovint era representat tallat a trossos per Ra (en la forma d'un gat), permetent aquesta victòria tornar a ocupar el seu lloc al vaixell solar i reiniciant el cicle solar. En el cas que Ra fos derrotat per Apofis, seria la fi del món. Igualment, era necessari que Apofis no resultés destruït, ja que pels antics egipcis era necessari que existís un equilibri entre el bé i el mal i, si qualsevol dels dos combatents vencia, el balanç de forces seria alterat i el món retornaria al caos del que havia sortit.
Els egipcis creien que, quan el cel es tenyia de vermell, era a causa de les ferides provocades a Apofis. També, interpretaren que els eclipsis eren obra seva, en la lluita a Duat.
Totes les serps eren la seva encarnació, excepte la cobra, que representava al Sol.